# ديريك هيرست
ديريك هيرست (بالإنجليزية: Derek Hirst)‏ هو مؤرخ أمريكي، ولد في 2 يونيو 1948 في آيل أوف وايت في المملكة المتحدة.